# Uranotaenia ditaenionota
Uranotaenia ditaenionota är en tvåvingeart som beskrevs av Prado 1931. Uranotaenia ditaenionota ingår i släktet Uranotaenia och familjen stickmyggor. Inga underarter finns listade i Catalogue of Life.